# 지워야 산다
"지워야 산다"는 2017년에 개봉한 대한민국의 영화이다.

## 캐스팅
- 허정민 : 종필 역
- 송민혁 : 협박범 역
- 유나랑 : 지혜 역
- 유희제 : 재섭 역
- 신혜경 : 엄마 역
- 송희정 : 큰 누나 역
- 박연 : 작은 누나 역
- 이세미: 여동생 역
- 강예희 : 영상 채팅녀 역
- 명지훈 : 아빠 역
- 옥주리 : 사채업자 1 역
- 이현웅 : 사채업자 2 역
- 강주리 : 여경 역
- 노현수 : 경찰 1 역
- 조용근 : 경찰 2 역
- 김명인 : 여친 역
- 김기두 : 점장 역 (우정출연)